# Jomsvikings
 (juin 2025).

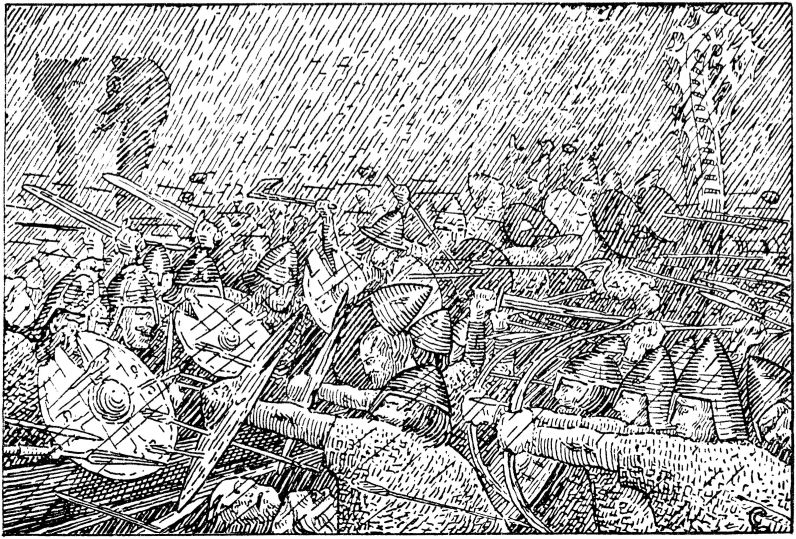
Les Jomsvikings combattant à la bataille de Hjörungavágr.

Les Jomsvikings ou Vikings de Jómsborg étaient une troupe peut-être légendaire de mercenaires Vikings aux IXe et Xe siècles, vouée à l’adoration de déités telles que Odin et Thor. Ils étaient vraiment païens, mais acceptaient tout engagement au combat par un seigneur leur promettant une solde suffisante, fût-il chrétien. D’après les sagas nordiques (et particulièrement la Jómsvíkinga saga, la saga du roi Olaf Ier de Norvège, et les histoires du Flateyjarbók), leur forteresse de Jomsborg était située sur la côte sud de la mer Baltique, mais le lieu exact est à ce jour disputé par les historiens modernes et les archéologues. Les Nordisk familjebok (livres de familles nordiques – Suède 1876 –1957) affirment qu’elle était située sur la côte est de l’île de Wolin, sur la colline Silberberg au nord de la ville de Wolin.
La légende des Jomsvikings apparaît dans diverses sagas islandaises du XIIe et XIIIe siècles. L’existence de Jomsborg est matière à débats dans les cercles d’historiens, à cause de la pénurie de sources pour l’époque concernée. Il n’y a pas non plus de sources contemporaines mentionnant les noms Jomsvikings et Jomsborg, mais il existe trois pierres runiques contemporaines et plusieurs lausavísur qui témoignent d’une de leurs batailles.

## Organisation et code

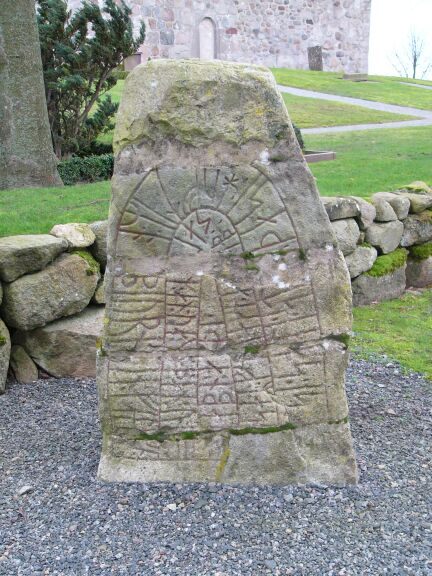
La pierre runique de Sjörup est généralement associée à l'attaque d'Uppsala par les Jomsvikings, donnant lieu à la bataille de Fýrisvellir.

La Jómsvíkinga saga (Saga des Jomsvikings) relate que les Jomsvikings furent très sélectifs dans le choix des guerriers à intégrer dans leur ordre. Ils devaient être des hommes de 18 à 50 ans (excepté Vagn Åkesson un garçon qui vainquit Sigvaldi Strut-Haraldsson en combat singulier à l’âge de 12 ans) ayant prouvé leur valeur au combat. Pour être admis, les intéressés devaient accomplir une prouesse physique, prenant le plus souvent la forme d’un duel rituel, ou holmgang, avec un Jomsviking.
Une fois admis, les Jomsvikings devaient suivre fermement un code de conduite très strict afin d’instiller parmi eux une véritable discipline militaire. La violation d’une de ces règles pouvait être punie d’une expulsion immédiate de l’ordre. Chaque Jomsviking devait défendre ses frères d’armes et, le cas échéant, venger leurs morts. Il était interdit de parler en mal de ses compagnons ou de se disputer avec eux. Les règlements de compte entre membres devaient être arbitrés par les officiers. Les Jomsvikings ne devaient pas connaitre la peur, ni fuir devant un ennemi d’une force égale ou inférieure. Cependant, une retraite ordonnée devant des forces numériquement supérieures était acceptable. Les butins de campagne devaient être également distribués entre tous les membres de la fraternité en parts égales. Aucun Jomsviking ne devait s’absenter plus de trois jours de Jomsborg sans la permission de la fraternité. Aucune femme ou enfant n’étaient acceptés dans les murs de la forteresse, ni tenus captifs. Nous ne savons pas cependant si les Jomsvikings avaient l’interdiction de se marier, ou s’ils avaient des liaisons durables avec des femmes en dehors des murs.

## Histoire
Les historiens débattent encore de l’exactitude des récits concernant les Jomsvikings. Certains soutiennent que l’ordre est uniquement légendaire. Le site de leur forteresse, Jomsborg, n’a jamais été localisé de manière certaine, il est donc difficile de confirmer la véracité de leurs exploits. Plusieurs hypothèses situent Jomsborg près de l'actuelle ville de Wolin en Pologne, à l'embouchure de l’Oder. D'autres localisations proposées incluent la ville mythique de Vineta, la ville de Koserow sur l’île allemande d’Usedom, ou une île submergée à l’est de Rügen. Une chronique médiévale découverte en 2019, la Gesta Wulinensis ecclesiae pontificum, décrirait l’emplacement de Jomsborg, son analyse est encore attendue.
La Gesta Danorum (livre 10) raconte qu’une colonie appelée Julinum fut conquise par le roi du Danemark, Harald à la dent bleue (banni par son fils Svein à la barbe fourchue), qui la donna au prince suédois Styrbjörn le Fort. Harald ensuite lui procura une puissante force avec laquelle Styrbjörn terrorisa les mers. La Knýtlinga saga rapporte aussi que Harald est le fondateur des Jomsvikings, mais l’histoire de Styrbjörn ne conte rien à ce sujet. La Jómsvíkinga saga dit que l’emplacement fut fondé par Palnatoke, qui l’avait reçu du mythique chef wende, Burislav[réf. nécessaire]. Adam de Brême indique qu'Harald se réfugie à Jomsborg après son combat contre Sven, mais il est plus probable qu'il cherche protection auprès de son beau-père Mistivoï.
Le Styrbjarnar þáttr Svíakappa et l’Eyrbyggja saga s’accordent avec les versions précédentes, faisant de Styrbjörn l’homme qui prit la tête des Jomsvikings quand ils s’établirent. Le Styrbjarnar þáttr Svíakappa raconte aussi que, parmi les hommes du Nord, il y avait des hommes des terres de l’Est, suggérant que ce fut une installation faite par un brassage ethnique. En effet un récit indique que la garnison était constituée principalement de Wendes commandés par des Danes. Ainsi, à la bataille de Svôldr, sur onze bateaux, l'un d'eux avait un équipage de Wends.

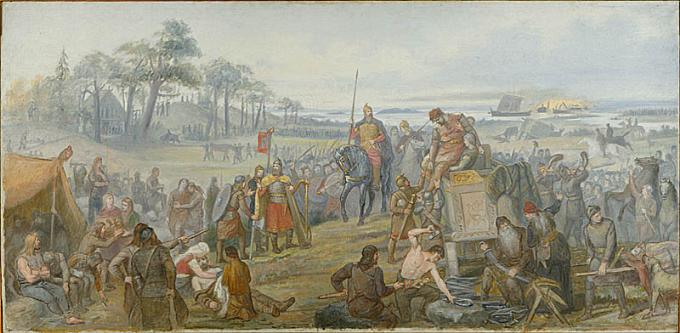
Après la Bataille de Fýrisvellir, par Mårten Eskil Winge (1888).

S’ajoutent aux débats les questions de la taille du site. Jomsborg, dans plusieurs sources, est supposé avoir amarré de 30 à 300 bateaux dans sa baie, avec des chefs vikings comme Palnatoke, Styrbjörn le Fort, Sven Ier de Danemark, Sigvaldi Strut-Haraldsson, Thorkell le Grand et Hemeng. L’entrée de la baie était protégée par une tour sur une voûte de pierre, fermée par des portes d’acier.
La Gesta Danorum (livre 10), le Styrbjarnar þáttr Svíakappa et l’Eyrbyggja saga affirment que vers 980, le prince suédois exilé Styrbjörn le Fort fut responsable d’une défaite écrasante des Jomsvikings, alors qu’il tentait de récupérer la couronne de Suède par la force. Il s’agit du combat contre l’oncle de Styrbjörn, Éric VI de Suède, à la bataille de Fýrisvellir, à Uppsala, en 984 ou 985. On explique que la défaite des Jomsvikings fut causée par un pacte qu’Éric aurait fait avec Odin. Trois pierres runiques, celle de Högby (Asmund le brave champion tomba à Fyrisvellir), DR 295 (Il ne s’enfuit pas à Uppsala) et DR 279 (Il ne s’enfuit pas à Uppsala, mais combattit aussi longtemps qu’il lui restait des armes), de cette époque relatent les morts héroïques à Uppsala, de probablement trois Jomsvikings. Cette bataille est aussi commémorée dans un poème, par le scalde islandais Þórvaldr Hjaltason, qui participa à la bataille du côté suédois.
La Jómsvíkinga saga raconte qu’en 986, ils attaquèrent le jarl Håkon Sigurdsson en Norvège et furent battus à la bataille de Hjörungavágr. La Jómsvíkinga saga finit par une brève explication des conséquences de la bataille et, en fait, situe le début de la fin des Jomsvikings à la date de cette bataille.

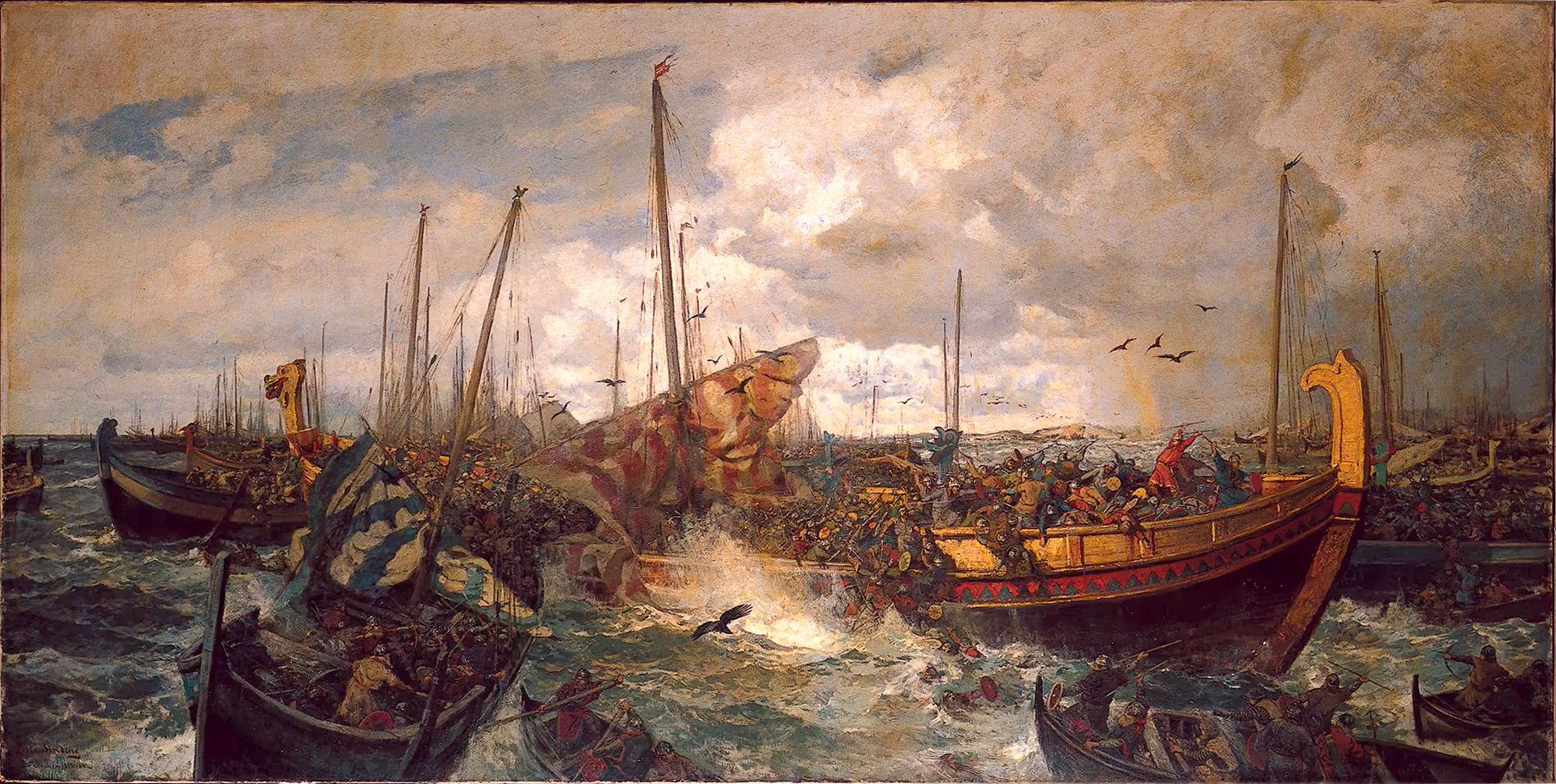
La bataille de Svolder par Otto Sinding.

Après ces deux défaites décisives, la force de l’ordre décrut, mais la saga d'Olaf Tryggvason raconte que les Jomsvikings eurent un rôle décisif (et perfide) dans la bataille de Svolder en 1000. À Svolder, une force Jomsvikings dirigée par Sigvaldi Strut-Haraldsson trahit le roi Olaf de Norvège et rejoignit les forces de ses ennemis afin de détruire sa flotte. Cet acte de traîtrise a pu avoir été mené dans l’intention de combattre la christianisation de la Scandinavie dont le roi Olaf se voulait le héraut. Pourtant, le roi danois qui s’empara du trône de Norvège une fois la bataille navale terminée fut Svein à la barbe fourchue, qui était officiellement chrétien (au moins pour la forme). Son père Harald et lui-même avaient en effet été baptisés en 965.
Les Jomsvikings sont aussi connus pour avoir effectué des raids en Angleterre de l’est en 1009, et des incursions dans divers territoires scandinaves au début du Xe siècle. Aux alentours de 1013, les Jomsvikings ont mené campagne en Angleterre pour le compte de Svein à la barbe fourchue et pour le camp adverse, peut-être dans le but de tirer leur propre Danegeld des Anglais, alors que la principale force d’invasion Viking conduisait Æthelred II d'Angleterre en Normandie.
En 1043, Selon le Heimskringla, Magnus Ier de Norvège décida de mettre fin à la menace que représentaient les Jomsvikings. Il pilla Jomsborg, détruisit la forteresse et massacra les derniers combattants.
Les sagas retiennent beaucoup de défaites sur ces mercenaires. Effectivement on ne faisait pas appel aux Jomsviking quand la bataille était gagnée d’avance. Cet ordre très ordonné était appelé quand les combats s’annonçaient difficiles.

## Preuves archéologiques

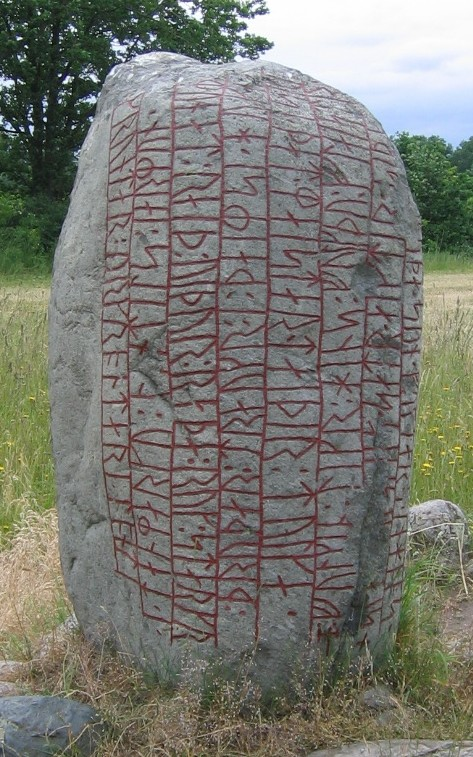
La pierre runique de Karlevi.

Les pierres runiques sont reconnues comme documents historiques sur le sujet de la période Viking en Scandinavie. Les trois pierres suivantes mentionnent probablement des Jomsvikings qui tombèrent avec Styrbjörn le Fort, au sud d’Uppsala. À noter : la première pierre mentionne un chef de guerre appelé Toki Gormsson qui pourrait avoir été le fils du roi Danois Gorm le Vieux, une interprétation qui se lie avec le fait que Styrbjörn était allié avec un autre fils de Gorm, Harald à la dent bleue.
La pierre runique DR 295 à Hällestad, Hollande, dit : « Eskil dressa cette pierre pour Toki Gormsson, son chef de guerre bien-aimé. Il ne s'enfuit pas à Uppsala. Les champions érigèrent cette pierre pour leur frère sur la colline. Ils étaient des proches de Toki. » 
A : askil : sati : stin : þansi : ift[iR] : tuka : kurms : sun : saR : hulan : trutin : saR : flu : aigi : at : ub::salum 
B satu : trikaR : iftiR : sin : bruþr stin : o : biarki : stuþan : runum : þiR : 
C (k)(u)(r)(m)(s) (:) (t)(u)(k)(a) : kiku : (n)(i)(s)(t)[iR] 
A Æskel satti sten þænsi æftiR Toka Gorms sun, seR hullan drottin. SaR flo ægi at Upsalum 
B sattu drængiaR æftiR sin broþur sten a biargi støþan runum. ÞeR C Gorms Toka gingu næstiR.
La pierre runique DR 279 à Sjörup, en Scanie, dit : « Il ne s’enfuit pas à Uppsala, mais combattit aussi longtemps qu’il lui restait des armes. » 
[+ sa]ksi : sati : st[in] : þasi : huftiR : o[s]biurn : (s)in : fil(a)go ' (t)u-a[s : sun :] saR : flu : aki : a[t :] ub:sal(u)m : an : ua : maþ : an : uabn : a(f)þi ' 
Saxi satti sten þæssi æftiR Æsbiorn, sin felaga, To[f]a/To[k]a sun. SaR flo ægi at Upsalum, æn wa mæþ han wapn hafþi.
Sur la pierre runique de Högby, il est écrit : « Le bon homme libre Gulli avait cinq fils. Le brave champion Asmund tomba sur les Fyris. »
La pierre runique de Karlevi a été érigée par des guerriers danois en mémoire du chef de guerre de l'île d'Öland, près du canal où sont passés les Jomsvikings en allant à Uppsala. La pierre est contemporaine de la bataille mentionnée pour les pierres précédentes, et il est donc possible que cette pierre ait été érigée par les Jomsvikings en souvenir de leur chef.
Un disque d'or découvert en 2014 en Suède, issu d'un trésor trouvé au XIXe siècle en Pologne, porte les noms d'Harald à la dent Bleue et celui de Jomsborg, suggérant un lien étroit entre le roi danois et la forteresse.